# Adrien Gréa
Pour les articles homonymes, voir Gréa.
Marie Étienne Adrien Gréa dit dom Gréa, né à Lons-le-Saunier dans le Jura le 18 février 1828, et mort dans la même ville en 1917, est un historien et prêtre catholique français.
Il est le fondateur des Chanoines réguliers de l'Immaculée Conception.

## Origine familiale
Par son père, Désiré-Adrien Gréa, avocat, député sous Louis-Philippe Ier, puis membre de l’Assemblée nationale en 1848, et par sa mère, Claudine-Françoise-Lucie Monnier, il appartenait à deux familles de notables du Jura.

## Parcours sacerdotal
À vingt ans, après avoir obtenu une licence de droit et être passé par l’École des chartes à Paris d'où il sort premier (1850), Adrien part à Rome et devient prêtre puis abbé lors de son retour en pays jurassien. En 1863 il est nommé vicaire général de Saint-Claude, de l'exercice de cette fonction naîtra le but de sa vie, fonder des chanoines réguliers. Dom Gréa, dans une supplique au pape Pie IX, exprima l’intention de rétablir les chanoines réguliers avec une observance stricte tirée des règles de Saint Augustin et de saint Benoît, strictiori observantia e sanctorum Patrum Augustini et Benedicti statutis desumpta, Pie IX accepta. En 1871 la vie de la Congrégation des Chanoines réguliers de l'Immaculée Conception commença. En 1885, il publie, sous le titre De l’Église et de sa divine constitution, un ouvrage dans lequel il expose la formation au culte ainsi que l'intelligence du mystère chrétien. En 1890, la communauté de Saint-Claude émigre à Saint-Antoine (diocèse de Grenoble). Dès le début du XXe siècle dom Gréa implante la congrégation au Canada, en Italie, puis au Pérou. En 1913 il se retire au Château Gréa appartenant à ses neveux à Rotalier dans le Jura. Après une longue période de souffrances physiques il meurt le 23 février 1917, laissant de lui une image de pénitent et de dévot très apprécié, ayant œuvré en tant que congrégationaliste à la vie en communauté dans le clergé. 
Aujourd'hui les chanoines de dom Gréa sont essentiellement implantés en France, en Italie, au Pérou, au Brésil, au Canada, aux États-Unis, et au Royaume-Uni.

## Ouvrages
- Dom Adrien Gréa, De l’Église et de sa divine constitution, Bruxelles et Genève, Sté Générale de Libr. catholique, 1885
- Dom Adrien Gréa, La Sainte Liturgie, Paris, Maison de la Bonne Presse, 1909